# USS Robinson (DD-88)

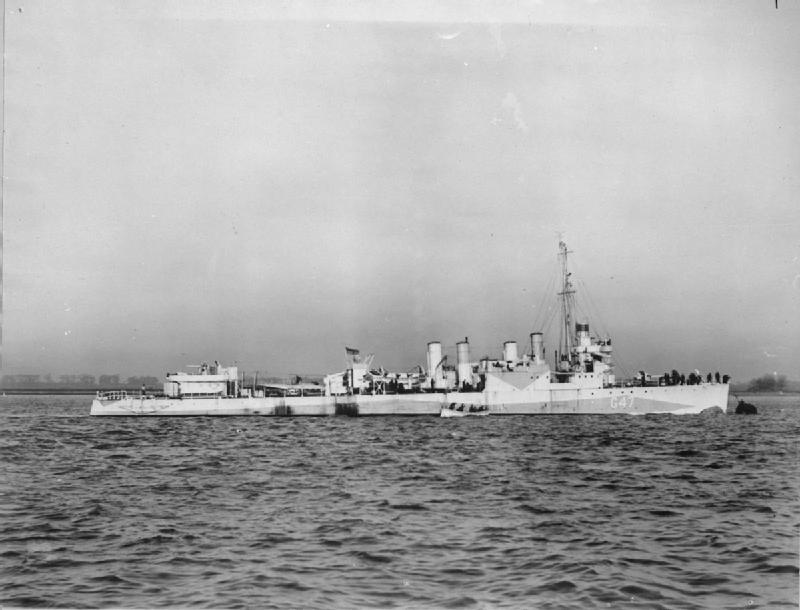
HMS Newmarket

USS Robinson (DD-88) – amerykański niszczyciel typu Wickes będący w służbie United States Navy w okresie po I wojnie światowej. Patronem okrętu był Isaiah Robinson. W czasie II wojny światowej okręt służył w Royal Navy jako HMS Newmarket.
Stępkę niszczyciela położono 31 października 1917. Okręt zwodowano 28 marca 1918 w stoczni Union Iron Works w San Francisco. Matką chrzestną była Evelyn Tingey Selfridge. Jednostka weszła do służby 19 października 1918 w stoczni Mare Island Naval Shipyard, pierwszym dowódcą został Commander George Wirth Simpson.

## United States Navy
"Robinson" opuścił Zatokę San Francisco 24 października 1918. Przeszedł przez Kanał Panamski 3 listopada 1918. Zawinął do Zatoki Guantanamo i do Norfolk dotarł 8 listopada 1918.
Do Nowego Jorku wszedł 1 maja 1920 i wszedł do Portsmouth Naval Shipyard 25 maja 1920 na roczny okres nieaktywności. Przeszedł do Newport 25 maja 1921 na lokalne rejsy. Trwały one do 10 października. Następnie odwiedził Nowy Jork zanim dotarł do Charleston 19 listopada 1921. Po kilku miesiącach rejsów na tych wodach niszczyciel wszedł do Philadelphia Naval Shipyard, gdzie został wycofany ze służby 3 sierpnia 1922.
Okręt pozostawał nieaktywny do 23 sierpnia 1940, gdy został wyznaczony do przekazania Wielkiej Brytanii w ramach umowy niszczyciele za bazy. Okręt przekazano w Halifax (Nowa Szkocja) 26 listopada 1940. Okręt przemianowano na HMS "Newmarket". Został wyremontowany przez oddział Royal Canadian Navy. Z listy jednostek US Navy niszczyciel został skreślony 8 stycznia 1941.

## Royal Navy
Niszczyciel wszedł do służby w Royal Navy 5 grudnia 1940.
W kwietniu 1942 okręt eskortował konwój PQ-14. Miesiąc później został przydzielony do służby jako okręt-cel dla samolotów. Pomiędzy grudniem 1942 a lutym 1943 przeszedł remont w Leith. Drugi remont w tym samym roku przeszedł w Rosyth. We wrześniu 1943 "Newmarket" został przeniesiony do rezerwy, ale od wiosny 1944 ponownie był używany jako okręt-cel dla samolotów. Został zezłomowany w Llanelli we wrześniu 1945.